# 사이토 준페이
사이토 준페이(일본어: 斎藤 純平, 1992년 12월 27일 ~ )는 일본의 전 축구 선수이다.

## 구단 경력
과거 블라우블리츠 아키타에서 활동하였다.